# Galatasaray Istanbul/Saison 1950/51
Die Saison 1950/51 von Galatasaray Istanbul war die 45. Saison in der Vereinsgeschichte und die 37. Saison in der İstanbul Futbol Ligi.

## Personalien

### Kader
| Nat.       | Name             |
| Torhüter   | Torhüter         |
| ---------- | ---------------- |
| Turkei     | Samim Ankara     |
| Turkei     | Turgay Şeren     |
| Abwehr     |                  |
| Turkei     | Bülent Eken      |
| Turkei     | Necmi Erdoğdu    |
| Turkei     | Fazıl Göknar     |
| Turkei     | Naci Özkaya      |
| Mittelfeld |                  |
| Turkei     | Özcan Başaran    |
| Turkei     | Rober Eryol      |
| Turkei     | Doğan Koloğlu    |
| Turkei     | Çoşkun Özarı     |
| Turkei     | Musa Sezer       |
| Angriff    |                  |
| Turkei     | Garbis Baklaoğlu |
| Turkei     | Hikmet Demir     |
| Turkei     | Reha Eken        |
| Turkei     | Gündüz Kılıç     |
| Turkei     | Recep Öngör      |
| Turkei     | Hikmet Öziş      |
| Turkei     | Muzaffer Tokaç   |
| Turkei     | Muhtar Tunçaltan |
| Turkei     | Bülent Varol     |

## Saison
Alle Ergebnisse aus Sicht von Galatasaray Istanbul.
Die Tabelle listet alle İstanbul-Futbol-Ligi des Vereins der Saison 1950/51 auf. Siege sind grün, Unentschieden gelb und Niederlagen rot markiert.

### İstanbul Futbol Ligi
| ST | Datum              | Gegner              | Ort                   | Ergebnis  | Tor(e) für Galatasaray Istanbul                                                              | Karte(n) für Galatasaray Istanbul |
| -- | ------------------ | ------------------- | --------------------- | --------- | -------------------------------------------------------------------------------------------- | --------------------------------- |
| 01 | 30. September 1950 | Kasımpaşa Istanbul  | İnönü Stadı, Istanbul | 2:0 (2:0) | 1:0 Özkaya (21.), 2:0 Özkaya (23.)                                                           | keine                             |
| 02 | 7. Oktober 1950    | Emniyet SK          | İnönü Stadı, Istanbul | 1:1 (0:0) | 1:1 Özkaya (89. Elfmeter)                                                                    | keine                             |
| 03 | 14. Oktober 1950   | Istanbulspor        | İnönü Stadı, Istanbul | 2:0 (1:0) | 1:0 R. Eken (40.), 2:0 B. Eken (75.)                                                         | keine                             |
| 04 | 5. November 1950   | Vefa Istanbul       | İnönü Stadı, Istanbul | 1:5 (1:3) | 1:1 Özkaya (40. Elfmeter)                                                                    | keine                             |
| 05 | 12. November 1950  | Fenerbahçe Istanbul | İnönü Stadı, Istanbul | 1:1 (1:1) | 1:1 Öziş (30.)                                                                               | keine                             |
| 06 | 4. Februar 1951    | Beşiktaş Istanbul   | İnönü Stadı, Istanbul | 0:2 (0:0) | keine                                                                                        | keine                             |
| 07 | 10. Februar 1951   | Beykozspor          | İnönü Stadı, Istanbul | 4:0 (2:0) | 1:0 Özkaya (19.), 2:0 Özkaya (26.), 3:0 Varol (46.), 4:0 Özkaya (74.)                        | keine                             |
| 08 | 25. Februar 1951   | Kasımpaşa Istanbul  | İnönü Stadı, Istanbul | 2:1 (2:0) | 1:0 Tunçaltan (36.), 2:0 Özkaya (38.)                                                        | keine                             |
| 09 | 3. März 1951       | Emniyet SK          | İnönü Stadı, Istanbul | 2:1 (0:1) | 1:1 Varol (63.), 2:1 Sezer (74.)                                                             | keine                             |
| 10 | 18. März 1951      | Vefa Istanbul       | İnönü Stadı, Istanbul | 3:0 (2:0) | 1:0 Tunçaltan (40.), 2:0 Öziş (42.), 3:0 Tokaç (63.)                                         | keine                             |
| 11 | 25. März 1951      | Fenerbahçe Istanbul | İnönü Stadı, Istanbul | 1:0 (1:0) | 1:0 Tunçaltan (28.)                                                                          | keine                             |
| 12 | 1. April 1951      | Beşiktaş Istanbul   | İnönü Stadı, Istanbul | 1:0 (1:0) | 1:0 Tokaç (31.)                                                                              | keine                             |
| 13 | 2. April 1951      | Beykozspor          | İnönü Stadı, Istanbul | 3:2 (2:0) | 1:0 Tunçaltan (25.), 2:0 Öngör (26.), 3:0 Kılıç (54.)                                        | keine                             |
| 14 | 14. April 1951     | Istanbulspor        | İnönü Stadı, Istanbul | 5:1 (3:0) | 1:0 Kılıç (2.), 2:0 Kılıç (30.), 3:0 Tokaç (43.), 4:0 Özkaya (61. Elfmeter), 5:1 Öngör (82.) | keine                             |

### Dörtler Turnavası
| Datum            | Gegner              | Ort                   | Ergebnis  | Tor(e) für Galatasaray Istanbul                               |
| ---------------- | ------------------- | --------------------- | --------- | ------------------------------------------------------------- |
| 20. Oktober 1951 | Beşiktaş Istanbul   | İnönü Stadı, Istanbul | 0:2 (0:0) | keine                                                         |
| 21. Oktober 1951 | Fenerbahçe Istanbul | İnönü Stadı, Istanbul | 3:3 (1:0) | 1:0 Tunçaltan (16.), 2:2 Tunçaltan (59.), 3:3 Tunçaltan (83.) |

### Son Saat Kupası
| Datum           | Gegner              | Ort   | Ergebnis | Tor(e) für Galatasaray Istanbul |
| --------------- | ------------------- | ----- | -------- | ------------------------------- |
| 14. Januar 1951 | Fenerbahçe Istanbul | n. V. | 2:0      | keine                           |

### Fenerbahçe Galatasaray Bayramı
| Datum       | Gegner              | Ort   | Ergebnis  | Tor(e) für Galatasaray Istanbul                                            |
| ----------- | ------------------- | ----- | --------- | -------------------------------------------------------------------------- |
| 1. Mai 1951 | Fenerbahçe Istanbul | n. V. | 4:2 (1:0) | 1:0 Kılıç (18.), 2:0 Kılıç (46.), 3:0 Tunçaltan (52.), 4:1 Tunçaltan (69.) |

## Spielerstatistiken
| Samim Ankara     | 2  | 0 | 0 | 0 |
| Garbis Baklaoğlu | 1  | 0 | 0 | 0 |
| Özcan Başaran    | 12 | 0 | 0 | 0 |
| Hikmet Demir     | 2  | 0 | 0 | 0 |
| Bülent Eken      | 4  | 1 | 0 | 0 |
| Reha Eken        | 4  | 1 | 0 | 0 |
| Necmi Erdoğdu    | 13 | 0 | 0 | 0 |
| Rober Eryol      | 8  | 0 | 0 | 0 |
| Fazıl Göknar     | 3  | 0 | 0 | 0 |
| Gündüz Kılıç     | 10 | 3 | 0 | 0 |
| Doğan Koloğlu    | 7  | 0 | 0 | 0 |
| Recep Öngör      | 9  | 2 | 0 | 0 |
| Çoşkun Özarı     | 0  | 0 | 0 | 0 |
| Hikmet Öziş      | 14 | 2 | 0 | 0 |
| Naci Özkaya      | 14 | 9 | 0 | 0 |
| Turgay Şeren     | 12 | 0 | 0 | 0 |
| Musa Sezer       | 6  | 1 | 0 | 0 |
| Muzaffer Tokaç   | 12 | 3 | 0 | 0 |
| Muhtar Tunçaltan | 13 | 4 | 0 | 0 |
| Bülent Varol     | 8  | 2 | 0 | 0 |